# 阿魯納恰爾語言
阿魯納恰爾語言是分布於印度阿鲁纳恰尔邦的語言，傳統上歸入漢藏語系，但也可能是孤立语言或独立的语系。 Blench (2011) 認為此語言區應有四個孤立语言（鲁蘇語、達邁語、格曼語和蘇龍語）和三個獨立語系（義都-達讓語支、 舍朱奔語支和桑朗語群）。 然而，Anderson (2014) 等人對此提出質疑，他们認為這群語言是漢藏語系的主要分支，而非孤立語言或獨立語系。

## 阿魯納恰爾語言分支
- 鲁苏语支
  - 鲁苏语
  - 达迈语: [3]崩如語、东达迈语、西达迈语
- 舍朱奔语支
  - 蘇龍語 : 方言群
  - 布贡语
  - 西支
    - 舍朱奔语、萨尔当语
    - 楚格语、利西語
- 桑朗语支
  - 克羅語
  - 米浪语
- 格曼语支
  - 格曼语
  - 扎话（梅約語）
- 义都－达让语支
  - 义都语
  - 达让语